# 초핑엔
초핑엔(독일어: Zofingen, 프랑스어: Zofingue 조핑그[*])은 스위스 아르가우주에 위치한 도시로, 면적은 11.09km2, 높이는 439m, 인구는 10,990명(2011년 기준), 인구 밀도는 991명/km2이다.

## 역사
고대에 초핑엔은 켈트족 헬베티아인들의 정착지였다. 이후 로마 시대에 접어들어 로마인들은 저택을 지었다. 알레만니족은 6세기에 정착하여 아르가우에서 가장 오래된 교구 중 하나를 형성했다. 11세기에 프로흐부르크 가문은 카논 수도원을 세웠다. 이 도시는 프로흐부르크 백작에 의해 1201년에 설립되었다. 1231년은 1299년 합스부르크 왕가의 소유가 된 초핑엔에 대한 최초의 문헌 언급이었다. 1415년 베른이 도시를 정복하고, 1528년 종교 개혁을 도입했다. 1803년 이래로 초핑엔은 아르가우주에 속해 있으며 지역 중심지가 되었다. 이웃한 뮐레탈은 2002년에 합병되었다.

## 지리
초핑엔의 면적은 2009년 현재 11.09k㎡이다. 이 면적 중 2.08k㎡ (18.8%)가 농업 목적으로 사용되는 반면 5.25k㎡(47.3%)는 삼림으로 사용된다. 나머지 토지 중 3.67k㎡(33.1%)가 정착(건물 또는 도로), 0.07k㎡(0.6%)가 강이나 호수이다.
건축면적 중 공업용 건물이 전체 면적의 4.6%, 주택과 건물이 17.7%, 교통 기반 시설이 7.0%를 차지했다. 공원, 녹지대, 운동장이 3.1%를 차지했다. 산림면적의 46.0%는 산림이 우거져 있고 1.4%는 과수원이나 작은 나무 군락으로 덮여 있다. 농경지 중 4.3%는 작물 재배에 사용되며 12.2%는 목초지이며 2.3%는 과수원이나 포도나무 작물에 사용된다. 시정촌의 모든 물은 흐르는 물이다.
우에르카임(Uerkheim) 지자체는 2014년 1월 1일 초핑엔으로의 합병을 고려하고 있다.

## 인구통계
초핑엔의 인구(2020년 12월 기준)는 12,104명이다. 2009년 6월 기준으로 인구의 15.8%가 외국인이다. 지난 10년(1997-2007) 동안 인구는 14.7%의 비율로 변화했다. 2000년 기준, 대부분의 인구는 독일어(88.9%)를 사용하며, 이탈리아어가 두 번째로 많이 사용(3.4%)되고, 포르투갈어가 세 번째(1.4%)로 사용된다.
2008년 현재 초핑엔의 연령 분포는 다음과 같다. 895명(인구의 8.4%)이 0~9세이고 1,010명(9.5%)이 10~19세이다. 성인 인구 중 1,525명(인구의 14.3%)이 20~29세이다. 1,607명 또는 15.0%는 30세에서 39세 사이, 1,678명 또는 15.7%는 40세에서 49세 사이, 1,381명 또는 12.9%가 50세에서 59세 사이이다. 노인 인구 분포는 1,095명 또는 인구의 10.26%가 사이 69세는 70~79세가 894명(8.4%), 80~89세가 509명(4.8%), 90세 이상이 93명(0.9%)이다.
역사적 인구는 다음 표에 나와 있다.

### 주거
| 연도 | 인구   | ±%     |
| ---- | ------ | ------ |
| 1975 | 8,887  | —      |
| 1980 | 8,758  | −1.5%  |
| 1990 | 8,653  | −1.2%  |
| 2000 | 8,675  | +0.3%  |
| 2008 | 10,687 | +23.2% |
| 2020 | 12,031 | +12.6% |

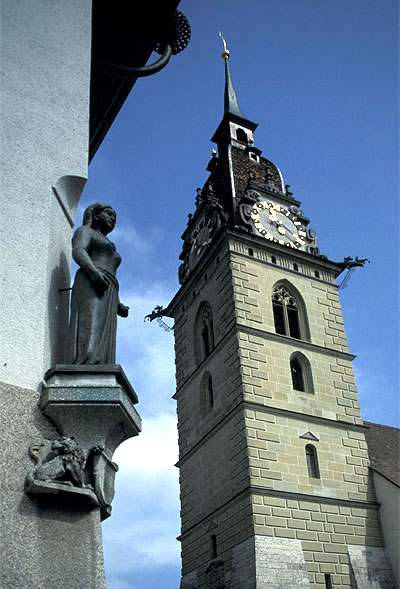
초핑엔 중심가 교회

2000년 기준으로 1인 또는 2인 가구는 554가구, 3인가 또는 4인 가구는 2,318가구, 5인 이상 가구는 1,338가구이다. 2000년 기준으로 시정촌에는 4,328가구(주택 및 아파트)가 있으며, 가구당 평균 2.1명이다.  2008년 총 5,269가구 및 아파트 중 1,318가구(전체의 25.0%)가 있었다. 공실률 1.0%에 총 54채의 빈 아파트가 있었다. 2007년 기준 신규주택 건설률은 인구 1000명당 6.5세대였다.
2003년 현재 초핑엔의 평균 아파트 임대료는 월 1063.57 스위스 프랑(CHF)이었다(2003년부터 US$850, £480, €680). 방 1개짜리 아파트의 평균 가격은 592.19 CHF(US$470, £270, €380)였고, 방 2개짜리 아파트는 약 787.80 CHF(US$630, £350, €500), 방 3개짜리 아파트는 약 937.35 CHF(US$750, £420, €600) 및 6개 이상의 방 아파트 비용은 평균 1694.74 CHF(US$1360, £760, €1080)이다. 초핑엔의 평균 아파트 가격은 전국 평균 1116CHF의 95.3%였다.

### 종교
2000년 인구 조사에서 로마 가톨릭 신자는 2,879명(30.5% )이었고, 스위스 개혁 교회는 4,659명(49.4%)이었다. 나머지 인구 중 크리스찬 가톨릭 교회 신자는 32명(전체 인구의 약 0.34%)이었다.

## 경제

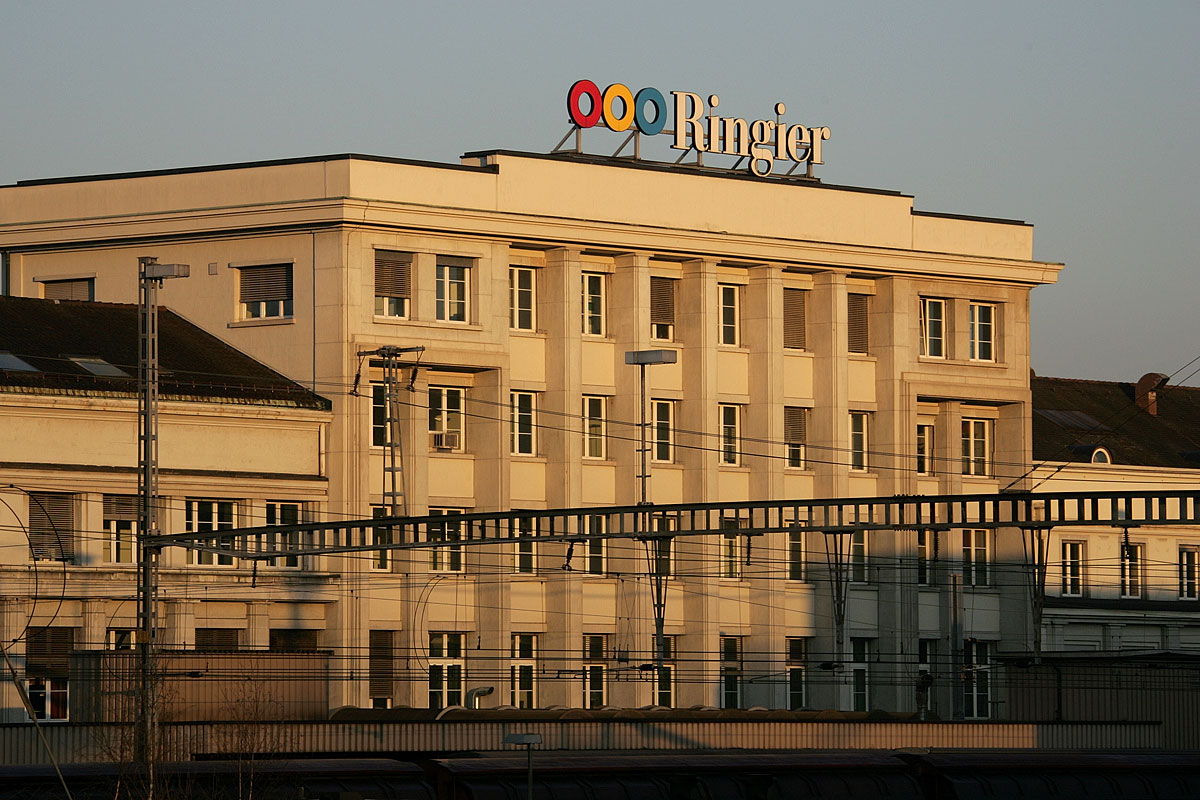
Ringier AG 본사

초핑엔에는 여러 대기업이 있다. 여기에는 가장 큰 미디어 기업 중 하나인 Ringier AG, 제약 산업을 위한 제조업체인 Siegfried Ltd, 그리고 인쇄 마감 시스템을 제조하는 글로벌 기업인 뮐러 마르티니가 포함된다.
2007년 현재 초핑엔의 실업률은 3.19%이다. 2005년 현재 1차 경제 부문에 108명이 고용되어 있으며 이 부문에 약 33개 기업이 참여하고 있다. 4,236명이 2차 부문에 고용되어 있고 이 부문에 121개의 기업이 있다. 4,514명이 3차 부문에 고용되어 있으며 이 부문에는 565개의 기업이 있다.
2000년에 4,377명의 근로자가 시정촌에 살았다. 이 중 2,352명(약 53.7%)이 초핑엔 외곽에서 일했고 6,538명이 일을 위해 시정촌으로 통근했다. 지방 자치 단체에는 총 8,563개의 일자리(주당 최소 6시간)가 있었다. 근로인구의 14.2%가 대중교통을 이용하여 출퇴근하고, 45.3%가 자가용을 이용하였다.

## 교육
초핑엔에서는 인구의 약 76.2%(25-64세)가 비필수 고등교육 또는 추가 고등교육(대학 또는 응용학문대학)을 완료했다. 학령인구(2008/2009학년도 기준) 중 초등학교에 재학 중인 학생은 619명, 중학교에 재학 중인 학생은 255명, 고등교육 또는 대학에 재학 중인 학생은 378명이다.
초핑엔에는 2개의 도서관이 있다. 이러한 도서관에는 다음이 포함된다. Stadtbibliothek 초핑엔 및 Bildungszentrum 초핑엔. 도서관에는 총 158,351권 (2008년 기준)의 도서 및 기타 매체가 있으며, 같은 해에 총 222,191권이 대출되었다.

## 국가중요문화재
국가적으로 중요한 스위스 문화유산으로 등록된 10개의 건물이나 유적지가 있다. 가장 오래된 것은 히르체베르크에 모자이크 바닥이 있는 로마 시대의 농가이다. General-Guisan-Strasse 12의 이전 무기고와 Aarburgerstrasse 21의 이전 검역소(Siechenhaus)도 목록에 있다. 3개의 교육 건물; General-Guisan-Strasse 14에 있는 시립 학교, General-Guisan-Strasse 18에 있는 박물관, Hintere Hauptgasse 20에 있는 초핑엔 시립 도서관이 목록에 있다. 나머지 목록에는 다음이 포함된다.
- 하이테른 광장(Heiternplatz)
- Klösterligasse 2의 작은 수도원(Klösterli)
- Rathausgasse 4의 시청 건물
- Hintere Hauptstrasse 9, 14의 낙농장

초핑엔의 마을 전체가 스위스 유산 목록의 일부로 지정되었다.

## 교통

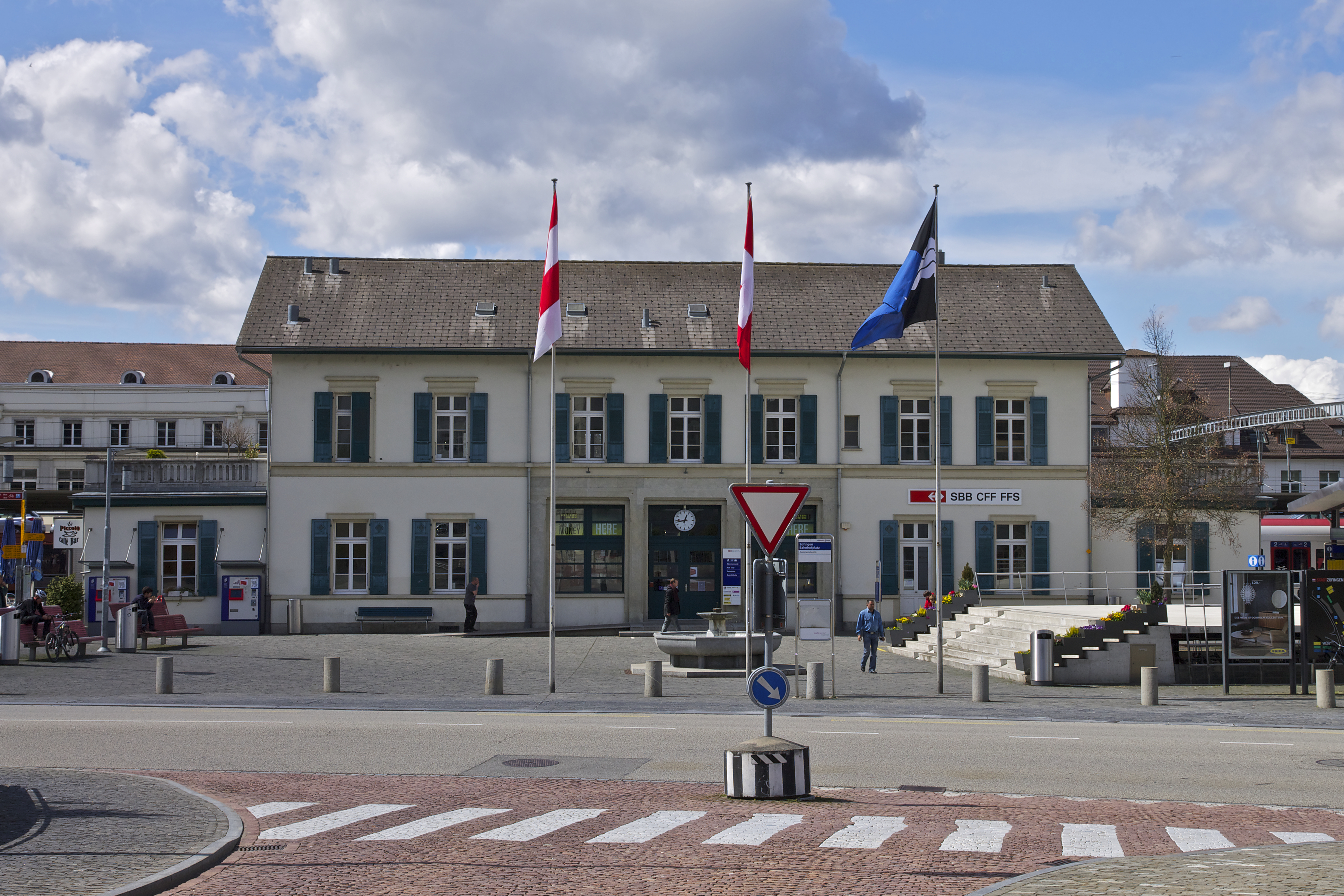
초핑엔역

초핑엔은 훌륭한 교통망을 갖추고 있다. 도시에서 북서쪽으로 2km 떨어진 곳에 A2가 A1 고속도로와 만나는 비거탈 고속도로 삼각형이 있다. 스위스에서 가장 중요한 두 개의 고속도로. 고속도로 출구는 옵트링엔의 이웃 시정촌에 바로 인접해 있다. 초핑엔은 2번 주요도로(올텐-루체른)에 있으며, 또 다른 중요한 교통축은 255번 주도로로, 여기에서 랑엔탈 및 부르크도르프를 거쳐 베른까지 분기된다.
SBB의 초핑엔역은 바젤 - 루체른 - 고트하르트 - 밀라노의 주요 교통축에 위치해 있으며, 여러 급행 및 지역 열차가 매시간 정차한다. 2004년 12월 12일 새로운 마트슈테텐-로트리스트선이 개통된 이후로 올텐을 거치지 않고 베른까지 직행열차가 운행되었다. 또 다른 철도 노선은 초핑엔에서 주어를 거쳐 렌츠부르크까지 운행된다.
버스 노선은 기차역에서 아르부르크, 브리트나우, 무르겐탈, 리헨탈, 장크트우리반, 쉐프트란트 및 포어뎀발트까지 운행한다. 이들은 운송 회사 아르가우 교통의 자회사인 리마트 버스에서 운영한다. 주말에는 올텐에서 초핑엔과 브리트나우를 거쳐 포어뎀발트까지 야간 버스가 운행된다.

## 사진

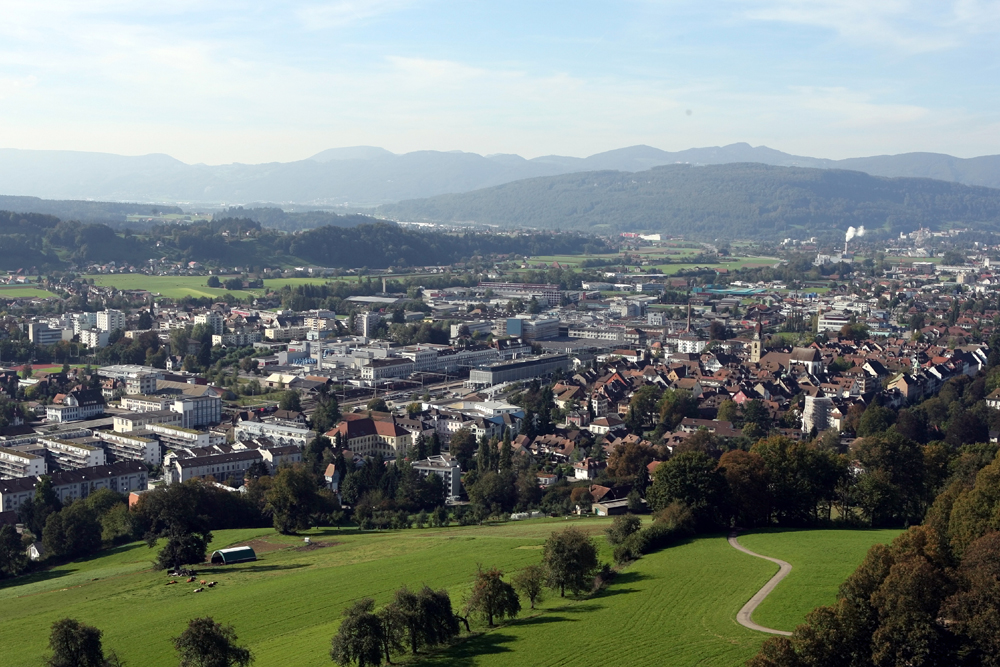
초핑겐